# Ángel Rodríguez
Ángel Rodríguez Campillo (Elche, 20 maggio 1985) è un pilota motociclistico spagnolo ritiratosi dall'attività agonistica.

## Carriera

### Gli inizi
Ha iniziato la sua carriera con le minimoto. Ha partecipato poi al campionato nazionale di velocità spagnolo che ha vinto nel 2001. Per quanto riguarda le competizioni del motomondiale, ha esordito nella stagione 2000 in classe 125 e, lo stesso anno, ha partecipato al campionato Europeo Velocità giungendo al 6º posto stagionale.

### Classi 125 e 250
Nel 2001 ha corso come pilota titolare con una Aprilia del team Valencia Circuit Aspar, mettendosi in mostra in alcune occasioni, come nel Gran Premio d'Australia, quando si è trovato in lotta per la vittoria prima di essere coinvolto in un incidente con Simone Sanna all'ultimo giro. Nel 2002 è restato nella stessa squadra, disputando tuttavia solo la prima metà della stagione; nell'ultimo Gran Premio dell'anno è salito di categoria, correndo nella classe 250 come wild card a Valencia, senza ottenere punti. Due anni dopo, nel 2004, ha fatto il suo ritorno nel motomondiale, sempre in classe 125, con il Caja Madrid Derbi Racing, giungendo solo due volte in zona punti e ritirandosi nella maggior parte delle gare disputate. Nel 2005 è passato alla Honda correndo per il team LG Mobile Galicia per circa metà stagione, prima di essere rimpiazzato da David Bonache; gli è stata affidata in seguito una Aprilia del Team Toth in sostituzione di Vincent Braillard, concludendo due volte ottavo e facendo segnare il giro più veloce in Australia.
Nel 2006 ha corso per il team 3C Racing fino a cinque gare dalla fine della stagione, quando è stato sostituito da Roberto Lacalendola, dopo aver concluso in zona punti tre gare. Nel 2007 ha preso parte al campionato spagnolo nella classe Supersport, giungendo in terza posizione nella classifica finale con due vittorie all'attivo. Nel 2008 è diventato campione spagnolo della Supersport, ha ottenuto il titolo europeo della stessa categoria nella prova unica disputatasi sul circuito di Albacete ed ha disputato tre GP nel campionato mondiale Supersport. Nel 2009 ha corso un Gran Premio per il Balatonring Team in classe 250 in qualità di sostituto di Gábor Talmácsi, senza però riuscire a concludere la gara. Nello stesso anno corre nella classe Supersport del CEV, vincendo le prime tre gare; tuttavia ad agosto, prima del quarto round della stagione, viene resa nota la sua positività in un test antidoping effettuato in occasione della prima gara ad aprile; poco dopo viene appiedato dal suo team, e a novembre gli viene confermata una squalifica di due anni, oltre alla perdita di tutti i punti conquistati nella stagione.

### Moto2 e CEV
Nel 2012 torna a correre nel motomondiale nella classe Moto2 per il team Desguaces La Torre SAG, utilizzando dapprima una FTR e dal GP di Francia una Bimota HB4; tuttavia il rapporto con il team si conclude dopo il GP di Gran Bretagna. Nel 2016 prende parte ad una prova del CEV Superbike (Circuito di Catalogna), chiude la gara con un ritiro dopo essere partito dalla pole position.

## Risultati in gara

### Motomondiale
| 2000 | Classe | Moto    |  |  |  |  |  |  |    |  |  |  |  |  |     |  |  |  |  |  | Punti | Pos. |
| ---- | ------ | ------- |  |  |  |  |  |  | -- |  |  |  |  |  | --- |  |  |  |  |  | ----- | ---- |
| 2000 | 125    | Aprilia |  |  |  |  |  |  | NQ |  |  |  |  |  | Rit |  |  |  |  |  | 0     |      |

| 2001 | Classe | Moto    |     |     |   |    |    |     |     |   |   |    |     |    |    |    |    |     |  |  | Punti | Pos. |
| ---- | ------ | ------- | --- | --- | - | -- | -- | --- | --- | - | - | -- | --- | -- | -- | -- | -- | --- |  |  | ----- | ---- |
| 2001 | 125    | Aprilia | Rit | Rit | 6 | NP | 20 | Rit | Rit | 9 | 8 | 17 | Rit | 15 | 15 | 23 | 17 | Rit |  |  | 27    | 20º  |

| 2002 | Classe | Moto    |   |     |     |     |     |     |    |     |    |  |  |  |  |  |  |  |  |  | Punti | Pos. |
| ---- | ------ | ------- | - | --- | --- | --- | --- | --- | -- | --- | -- |  |  |  |  |  |  |  |  |  | ----- | ---- |
| 2002 | 125    | Aprilia | 7 | Rit | Rit | Rit | Rit | Rit | 10 | Rit | 14 |  |  |  |  |  |  |  |  |  | 17    | 24º  |

| 2002 | Classe | Moto    |  |  |  |  |  |  |  |  |  |  |  |  |  |  |  |    |  |  | Punti | Pos. |
| ---- | ------ | ------- |  |  |  |  |  |  |  |  |  |  |  |  |  |  |  | -- |  |  | ----- | ---- |
| 2002 | 250    | Aprilia |  |  |  |  |  |  |  |  |  |  |  |  |  |  |  | 18 |  |  | 0     |      |

| 2004 | Classe | Moto  |     |     |    |     |    |    |     |     |     |     |     |     |     |     |     |     |  |  | Punti | Pos. |
| ---- | ------ | ----- | --- | --- | -- | --- | -- | -- | --- | --- | --- | --- | --- | --- | --- | --- | --- | --- |  |  | ----- | ---- |
| 2004 | 125    | Derbi | Rit | Rit | 18 | Rit | 15 | 15 | Rit | Rit | Rit | Rit | Rit | Rit | Rit | Rit | Rit | Rit |  |  | 2     | 32º  |

| 2005 | Classe | Moto            |     |    |     |     |     |    |    |    |     |     |  |  |  |     |   |   |  |  | Punti | Pos. |
| ---- | ------ | --------------- | --- | -- | --- | --- | --- | -- | -- | -- | --- | --- |  |  |  | --- | - | - |  |  | ----- | ---- |
| 2005 | 125    | Honda e Aprilia | Rit | 21 | Rit | Rit | Rit | 20 | 22 | NE | Rit | Rit |  |  |  | Rit | 8 | 8 |  |  | 16    | 22º  |

| 2006 | Classe | Moto    |     |   |    |     |    |     |     |     |    |     |    |    |  |  |  |  |  |  | Punti | Pos. |
| ---- | ------ | ------- | --- | - | -- | --- | -- | --- | --- | --- | -- | --- | -- | -- |  |  |  |  |  |  | ----- | ---- |
| 2006 | 125    | Aprilia | Rit | 7 | 10 | Rit | 11 | Rit | Rit | Rit | 19 | Rit | NE | 17 |  |  |  |  |  |  | 20    | 18º  |

| 2009 | Classe | Moto    |  |  |  |     |  |  |  |    |  |  |  |  |  |  |  |  |  |  | Punti | Pos. |
| ---- | ------ | ------- |  |  |  | --- |  |  |  | -- |  |  |  |  |  |  |  |  |  |  | ----- | ---- |
| 2009 | 250    | Aprilia |  |  |  | Rit |  |  |  | NE |  |  |  |  |  |  |  |  |  |  | 0     |      |

| 2012 | Classe | Moto         |    |    |    |     |    |    |  |  |  |    |  |  |  |  |  |  |  |  | Punti | Pos. |
| ---- | ------ | ------------ | -- | -- | -- | --- | -- | -- |  |  |  | -- |  |  |  |  |  |  |  |  | ----- | ---- |
| 2012 | Moto2  | FTR e Bimota | 20 | 20 | 22 | Rit | 20 | 26 |  |  |  | NE |  |  |  |  |  |  |  |  | 0     |      |

| Legenda | 1º posto        | 2º posto            | 3º posto            | A punti      | Senza punti        | Grassetto – Pole position Corsivo – Giro più veloce |
| Legenda | Gara non valida | Non qual./Non part. | Ritirato/Non class. | Squalificato | '-' Dato non disp. | Grassetto – Pole position Corsivo – Giro più veloce |

### Campionato mondiale Supersport
| 2008 | Moto   |  |  |   |     |    |  |  |  |  |  |  |  |  | Punti | Pos. |
| ---- | ------ |  |  | - | --- | -- |  |  |  |  |  |  |  |  | ----- | ---- |
| 2008 | Yamaha |  |  | 8 | Rit | 10 |  |  |  |  |  |  |  |  | 14    | 24º  |

| Legenda | 1º posto        | 2º posto            | 3º posto           | A punti      | Senza punti        | Grassetto – Pole position Corsivo – Giro più veloce |
| Legenda | Gara non valida | Non qual./Non part. | Ritirato/Non class | Squalificato | '-' Dato non disp. | Grassetto – Pole position Corsivo – Giro più veloce |